# Brennelementefabrik
Eine Brennelementefabrik ist eine kerntechnische Anlage zur Herstellung von Brennelementen für Kernkraftwerke. Die Brennelemente besitzen je nach dem Reaktortyp, in dem sie eingesetzt werden, unterschiedliche Zusammensetzung und Gestalt: Meist enthalten sie als Kernbrennstoff Uran in oxidischer Form (z. B. in Leicht- und Schwerwasserreaktoren) oder in metallischer Form (Magnox-Reaktoren). Manche Brennelemente enthalten als Spaltmaterial jedoch auch Thorium (z. B. bei Hochtemperaturreaktoren) oder Uran-Plutonium-Mischoxid (siehe auch MOX). Letzteres wird sowohl in Brutreaktoren als auch in Leichtwasserreaktoren eingesetzt.
In Flüssigsalzreaktoren werden keine Brennelemente benötigt, da bei diesem Reaktortyp der Kernbrennstoff in flüssiger Form durch den Reaktor strömt.

## Fertigung von Uranbrennelementen
Die weltweit meisten Kernkraftwerke sind Leichtwasserreaktoren. Diese benötigen für ihren Betrieb angereichertes Uran in oxidischer Form. Um dieses zu erhalten, wird angereichertes Uranhexafluorid (UF6) zunächst zu UO2 konvertiert. Zur Anwendung kommen nasse (AUC, ADU) oder trockene (IDR) Verfahren. Bei den Nassverfahren wird die Konversion durch eine chemische Reaktion mit Flüssigkeiten bewirkt. Das dabei entstehende Zwischenprodukt gibt dem Verfahren seinen Namen: Beim ADU-Verfahren entsteht als Zwischenprodukt Ammoniumdiuranat, beim AUC-Verfahren Ammoniumuranylcarbonat. Im Unterschied dazu werden beim trockenen IDR-Verfahren (Integrated Dry Route) keine Flüssigkeiten eingesetzt. Die Konversion findet in einem Ofen bei hoher Temperatur statt. Das jeweils anfallende Pulver wird zu Tabletten (Pellets) von 2 bis 3 cm Länge und 1 cm Durchmesser gepresst. Diese werden bei etwa 1700 °C zu keramischem Material gesintert, mechanisch nachbearbeitet (geschliffen) und in 4 bis 5 m lange Hüllrohre aus Zirkaloy gefüllt. Die Enden der Hüllrohre werden zugeschweißt. Eine größere Anzahl von Einzelstäben (bis zu 250) werden zu einem Brennstabbündel, d. h. zu einem Brennelement, zusammengefügt. Diesen Vorgang nennt man Assemblierung. In manchen Anlagen werden alle diese Teilschritte an einem Ort durchgeführt, andere Anlagen übernehmen nur bestimmte Verfahrensschritte, indem sie Zwischenprodukte weiterverarbeiten (z. B. Assemblierung von Brennstäben) oder selbst ein Zwischenprodukt (z. B. Uranpulver) herstellen, das in einer anderen Anlage weiterverarbeitet wird.

## Fertigung von MOX-Brennelementen
Brennelemente, die neben Urandioxid auch Plutoniumdioxid enthalten, werden Mischoxid-Brennelemente oder MOX-Brennelemente genannt. Wegen der Anwesenheit von Plutonium müssen bei der Herstellung von MOX-Brennelementen besondere Sicherheitsvorkehrungen getroffen werden. Alle Fertigungsschritte werden in gasdichten Umschließungen und in weiten Teilen fernbedient durchgeführt. Die einzelnen Verfahrensschritte ähneln denen bei der Fertigung von Uran-Brennelementen.

## Brennelementfertigung in Deutschland

### Brennelementfertigungsanlage Lingen
In Deutschland ist heute nur noch eine Brennelementfabrik, die Brennelementfertigungsanlage Lingen, in Betrieb. Sie befindet sich in Lingen (Niedersachsen) und wird von Advanced Nuclear Fuels GmbH (ANF), einer Tochtergesellschaft der Framatome GmbH, (vormals Areva NP, jetzt Orano) betrieben. Die Brennelementefabrik hat drei Betriebsstätten: in Duisburg (Nordrhein-Westfalen) werden die Hüllrohre hergestellt, in Karlstein (Bayern) die Komponenten (Kopf und Fußteile eines Brennelementes); in Lingen werden die Brennelemente zusammengebaut. Die Fabrik fertigt Brennelemente für Druckwasserreaktoren und für Siedewasserreaktoren. 
Der Bedarf in Deutschland hat sich durch den Atomausstieg stark verringert; Lingen exportiert in viele Länder der Welt.

### Heitersheimer Brennelemente
Im südbadischen Ort Heitersheim war ab dem Jahr 1973 der Bau einer Brennelementefabrik geplant. Die Heitersheimer Brennelemente waren für die vielen damals noch geplanten Druckwasserreaktoren des Herstellerkonsortiums Babcock-Brown Boveri Reaktor GmbH (BBR) vorgesehen. Massiver örtlicher Protest verhinderte den Bau der Anlage.

### Hanau-Wolfgang
Früher befand sich ein Zentrum der Brennelementfertigung in Hanau (Hessen), genauer Stadtteil Hanau-Wolfgang. In vier verschiedenen Anlagen wurden unterschiedliche Arten von Brennelementen produziert. Die Firma Siemens produzierte in getrennten Betriebsteilen Uran-Brennelemente und MOX-Brennelemente, NUKEM produzierte Brennelemente für Forschungsreaktoren und deren Tochter HOBEG betrieb eine Anlage zur Herstellung von Brennelementen für Hochtemperaturreaktoren.
Ende der 1980er Jahre, als Planungen noch eine großtechnische Wiederaufarbeitung abgebrannter Brennelemente in Deutschland annahmen, begann Siemens am Standort Hanau mit dem Bau einer neuen, deutlich größeren und moderneren Brennelementfabrik für MOX-Brennelemente; diese nahm aber nie den Betrieb auf. Die Anlage sollte das bei der Wiederaufarbeitung anfallende Plutonium zu MOX-Brennelementen verarbeiten, um diese anschließend wieder in den Reaktoren einzusetzen. Das Genehmigungsverfahren geriet in den politischen Streit über die Zukunft der Kernenergie, der nach der Katastrophe von Tschernobyl (1986) schärfer wurde.
Im Juli 1993 hob der hessische Verwaltungsgerichtshof in Kassel drei von sechs Teilgenehmigungen für die Brennelementefabrik auf. Siemens verzichtete schließlich 1995 (wohl aus wirtschaftlichen Gründen) auf die Betriebsgenehmigung für die zu 95 % fertiggestellte Anlage. Stattdessen schlossen die deutschen Kernkraftwerksbetreiber Verträge mit Brennelementherstellern in Frankreich (Cogema) und England (British Nuclear Fuels) ab. Die wichtigsten Komponenten wurden in Container verpackt.
Im Jahr 2001 scheiterte ein Verkauf nach Russland. Ein Versuch, die Anlage zum Preis von 50 Mio. Euro an China zu verkaufen, endete nach heftigen politischen Kontroversen im Jahr 2004, indem China auf die Lieferung verzichtete. Die Kosten der Anlage (Planung und Herstellung) wurden 1995 (als Siemens das Projekt aufgab) auf 1,1 Milliarden D-Mark geschätzt.

## Brennelementfertigung im Ausland
In zahlreichen Ländern sind Anlagen zur Brennelementfertigung in Betrieb. Die angewandten Verfahren hängen dabei stark von der Art der Brennelemente ab, die dort gefertigt werden.
Bei der Herstellung von Leichtwasserreaktor-Brennelementen unterscheiden sich die Prozesse hauptsächlich im Verfahren zur Umwandlung von UF6 in UO2. Unterschiede bestehen weiterhin im Umfang der von einer einzelnen Anlage durchgeführten Teilproduktionsschritte. So werden z. B. in manchen Anlagen nur UO2-Pulver oder -Pellets gefertigt, während andere den Teilschritt der Assemblierung übernehmen. 

### Uranbrennelementen
Die wichtigsten Anlagen zur Fertigung von Uranbrennelementen befinden sich in
- Belgien (Dessel)
- Frankreich (Romans)
- Großbritannien (Springfields, Lancashire, heute Teil der Westinghouse Electric Company UK Ltd)
- Japan (Tōkai, Yokosuka, Kumatori)
- Kasachstan (Ust-Kamenogorsk; Kasachstan gilt als Großexporteur in der Uranwirtschaft)
- Schweden (Västerås)
- Spanien (Juzbado)
- Südkorea (Daejeon)
- Russland (Elektrostal, Nowosibirsk und andere, siehe der Rosatom Konzern TWEL)
- USA (Columbia, Richland, Wilmington; auch der ehemalige Standort Fernald; Verschiedene Anlagen z. B. von BWXT oder Framatome; überwacht durch die NRC)[5]

### MOX-Brennelemente
MOX-Brennelemente werden/wurden/sind geplant in folgenden Ländern hergestellt:
- Belgien (Belgonucleaire[6], Dessel), Herstellung bis 2006, in Dekommissionierung[7]
- Frankreich (Melox betrieben von Orano auf der Nuklearanlage Marcoule)
- Großbritannien (Sellafield), in Dekommissionierung[8]
- Japan (Tōkai)
- Russland (Am Standort Krasnojarsk durch TWEL für den BN-800 Reaktor)[9]